# Alberto Madruga da Costa
Alberto Romão Madruga da Costa (ur. 15 kwietnia 1940 w Horcie, zm. 14 listopada 2014 w Ponta Delgada) – portugalski polityk i samorządowiec, działacz Partii Socjaldemokratycznej (PSD), przewodniczący rządu regionalnego Azorów (1995–1996).

## Życiorys
Kształcił się na studiach humanistycznych na Uniwersytecie Lizbońskim oraz na Uniwersytecie w Coimbrze. Przerwał studia w związku z powołaniem do służby wojskowej, którą odbywał w Angoli. Pracował zawodowo jako urzędnik bankowy. W działalność polityczną zaangażował się po rewolucji goździków z 1974. Dołączył do Partii Socjaldemokratycznej, obejmował różne kierownicze funkcję w jej regionalnym oddziale na Azorach. W latach 1974–1976 zajmował kierownicze stanowiska w administracji gminy Horta. Następnie do 2000 sprawował mandat posła do regionalnego parlamentu. Był wiceprzewodniczącym (1976–1978) i przewodniczącym (1978–1979, 1991–1995) tej instytucji, stał również na czele frakcji poselskiej socjaldemokratów.
Zasiadał również w rządzie regionalnym Azorów. W latach 1979–1984 był sekretarzem do spraw transportu i turystyki. Od października 1995 do listopada 1996 pełnił funkcję przewodniczącego rządu regionalnego. W latach 2004–2005 był dyrektorem gazety „Correio da Horta”.
Odznaczony Krzyżem Wielkim Orderu Zasługi (1995) oraz Krzyżem Wielkim Orderu Infanta Henryka (2010).